# Medusozoa
Medusozoa is een clade binnen de stam Cnidaria, en wordt vaak beschouwd als een onderstam. Het omvat de klassen Hydrozoa, Scyphozoa, Staurozoa en Cubozoa. Niet alle Medusozoa zijn kwallen.